# Proablepharus kinghorni
Proablepharus kinghorni är en ödleart som beskrevs av  Stephen J. Copland 1947. Proablepharus kinghorni ingår i släktet Proablepharus och familjen skinkar. Inga underarter finns listade i Catalogue of Life.